# ブロケード

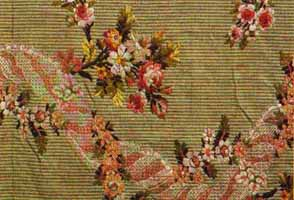
フランス、リヨンで作られたブロケード生地（18世紀）。

ブロケード（英語: brocade）は、多彩色の緯糸（横糸）を用いて豪華な模様を織り出した絹織物の総称。本来は1種類の経糸（縦糸）と2種類の緯糸で文様を作るものをいうが、厚手の絹（あるいは類似した化学繊維）の紋織物の総称として、中でも特に金銀糸を用いたものを指すことも多い。
衣服ではイブニングドレスなどの礼服に、インテリアではカーテンやテーブルクロスなどといった装飾用の布に用いられる。